# Olympische Sommerspiele 2020/Skateboard/Qualifikation
Für die Skateboardwettbewerbe bei den Olympischen Sommerspielen 2020 in Tokio gab es insgesamt 80 Quotenplätze (20 pro Wettbewerb) zu vergeben. Dabei durfte jede Nation maximal 3 Athleten pro Wettbewerb stellen. Die Verteilung der Quotenplätze erfolgte im Rahmen der Weltmeisterschaften zwischen 2019 und 2021, hier erhielten die jeweils drei besten Athleten einer jeden Disziplin einen Quotenplatz. Zudem stand der japanischen Delegation als Gastgeber in jedem Wettbewerb ein Startplatz zu. Die restlichen 16 Quotenplätze sollten entsprechend der Weltrangliste mit Stand des 30. Juni 2020 vergeben werden. Aufgrund der COVID-19-Pandemie wurde der Qualifikationszeitraum jedoch ausgeweitet. Neuer Stichtag war der 30. Juni 2021.

## Übersicht
| Nation             | Männer | Männer | Frauen | Frauen | Gesamt |
| Nation             | Park   | Street | Park   | Street | Gesamt |
| ------------------ | ------ | ------ | ------ | ------ | ------ |
| Australien         | 2      | 1      | 1      | 1      | 5      |
| Belgien            |        | 1      |        | 1      | 2      |
| Brasilien          | 3      | 3      | 3      | 3      | 12     |
| Chile              |        |        | 1      |        | 1      |
| China              |        |        | 1      | 1      | 2      |
| Dänemark           | 1      |        |        |        | 1      |
| Deutschland        | 1      |        | 1      |        | 2      |
| Finnland           |        |        | 1      |        | 1      |
| Frankreich         | 1      | 2      | 1      | 1      | 5      |
| Großbritannien     |        |        | 2      |        | 2      |
| Italien            | 2      |        |        | 1      | 3      |
| Japan              | 1      | 3      | 3      | 3      | 10     |
| Kanada             | 1      | 2      |        |        | 3      |
| Kolumbien          |        | 1      |        |        | 1      |
| Niederlande        |        |        |        | 3      | 3      |
| Österreich         |        |        |        | 1      | 1      |
| Peru               |        | 1      |        |        | 1      |
| Philippinen        |        |        |        | 1      | 1      |
| Polen              |        |        | 1      |        | 1      |
| Portugal           |        | 1      |        |        | 1      |
| Puerto Rico        | 1      | 1      |        |        | 2      |
| Schweden           | 1      |        |        |        | 1      |
| Spanien            | 2      |        | 1      |        | 3      |
| Südafrika          | 1      | 1      | 1      | 1      | 4      |
| Vereinigte Staaten | 3      | 3      | 3      | 3      | 12     |
| Gesamt: 25 NOKs    | 20     | 20     | 20     | 20     | 80     |

## Männer

### Park
| Qualifikationswettbewerb          | Datum             | Ort          | Plätze | Qualifizierter Athlet    |
| --------------------------------- | ----------------- | ------------ | ------ | ------------------------ |
| Gastgeber                         | 7. September 2013 | Buenos Aires | 1      | Ayumu Hirano (JPN)       |
| Weltmeisterschaft (Neuverteilung) | Juni 2021         | –            | 3      | Andy Anderson (CAN)      |
| Weltmeisterschaft (Neuverteilung) | Juni 2021         | –            | 3      | Rune Glifberg (DEN)      |
| Weltmeisterschaft (Neuverteilung) | Juni 2021         | –            | 3      | Dallas Oberholtzer (RSA) |
| Weltrangliste                     | 30. Juni 2021     | –            | 16     | Heimana Reynolds (USA)   |
| Weltrangliste                     | 30. Juni 2021     | –            | 16     | Cory Juneau (USA)        |
| Weltrangliste                     | 30. Juni 2021     | –            | 16     | Luiz Francisco (BRA)     |
| Weltrangliste                     | 30. Juni 2021     | –            | 16     | Pedro Barros (BRA)       |
| Weltrangliste                     | 30. Juni 2021     | –            | 16     | Zion Wright (USA)        |
| Weltrangliste                     | 30. Juni 2021     | –            | 16     | Keegan Palmer (AUS)      |
| Weltrangliste                     | 30. Juni 2021     | –            | 16     | Oskar Rozenberg (SWE)    |
| Weltrangliste                     | 30. Juni 2021     | –            | 16     | Pedro Quintas (BRA)      |
| Weltrangliste                     | 30. Juni 2021     | –            | 16     | Ivan Federico (ITA)      |
| Weltrangliste                     | 30. Juni 2021     | –            | 16     | Steven Pineiro (PUR)     |
| Weltrangliste                     | 30. Juni 2021     | –            | 16     | Alessandro Mazzara (ITA) |
| Weltrangliste                     | 30. Juni 2021     | –            | 16     | Vincent Matheron (FRA)   |
| Weltrangliste                     | 30. Juni 2021     | –            | 16     | Jaime Mateu (ESP)        |
| Weltrangliste                     | 30. Juni 2021     | –            | 16     | Kieran Woolley (AUS)     |
| Weltrangliste                     | 30. Juni 2021     | –            | 16     | Tyler Edtmayer (GER)     |
| Weltrangliste                     | 30. Juni 2021     | –            | 16     | Dany León (ESP)          |
| Gesamt                            | Gesamt            | Gesamt       | 20     | 20                       |

### Street
| Qualifikationswettbewerb                  | Datum                  | Ort          | Plätze | Qualifizierter Athlet     |
| ----------------------------------------- | ---------------------- | ------------ | ------ | ------------------------- |
| Gastgeber                                 | 7. September 2013      | Buenos Aires | 0      | –                         |
| Weltmeisterschaft 2021                    | 31. Mai – 6. Juni 2021 | Rom          | 3      | Yūto Horigome (JPN)       |
| Weltmeisterschaft 2021                    | 31. Mai – 6. Juni 2021 | Rom          | 3      | Nyjah Huston (USA)        |
| Weltmeisterschaft 2021                    | 31. Mai – 6. Juni 2021 | Rom          | 3      | Sora Shirai (JPN)         |
| Weltrangliste                             | 30. Juni 2021          | –            | 16     | Kelvin Hoefler (BRA)      |
| Weltrangliste                             | 30. Juni 2021          | –            | 16     | Gustavo Ribeiro (POR)     |
| Weltrangliste                             | 30. Juni 2021          | –            | 16     | Aurélien Giraud (FRA)     |
| Weltrangliste                             | 30. Juni 2021          | –            | 16     | Jake Ilardi (USA)         |
| Weltrangliste                             | 30. Juni 2021          | –            | 16     | Jagger Eaton (USA)        |
| Weltrangliste                             | 30. Juni 2021          | –            | 16     | Vincent Milou (FRA)       |
| Weltrangliste                             | 30. Juni 2021          | –            | 16     | Matt Berger (CAN)         |
| Weltrangliste                             | 30. Juni 2021          | –            | 16     | Manny Santiago (PUR)      |
| Weltrangliste                             | 30. Juni 2021          | –            | 16     | Shane O‘Neill (AUS)       |
| Weltrangliste                             | 30. Juni 2021          | –            | 16     | Angelo Caro (PER)         |
| Weltrangliste                             | 30. Juni 2021          | –            | 16     | Felipe Gustavo (BRA)      |
| Weltrangliste                             | 30. Juni 2021          | –            | 16     | Yukito Aoki (JPN)         |
| Weltrangliste                             | 30. Juni 2021          | –            | 16     | Giovanni Vianna (BRA)     |
| Weltrangliste                             | 30. Juni 2021          | –            | 16     | Micky Papa (CAN)          |
| Weltrangliste                             | 30. Juni 2021          | –            | 16     | Axel Cruysberghs (BEL)    |
| Weltrangliste                             | 30. Juni 2021          | –            | 16     | Jhancarlos González (COL) |
| Neuverteilung des Gastgeber-Quotenplatzes | –                      | –            | 1      | Brandon Valjalo (RSA)     |
| Gesamt                                    | Gesamt                 | Gesamt       | 20     | 20                        |

## Frauen

### Park
| Qualifikationswettbewerb          | Datum             | Ort          | Plätze | Qualifizierte Athletin          |
| --------------------------------- | ----------------- | ------------ | ------ | ------------------------------- |
| Gastgeber                         | 7. September 2013 | Buenos Aires | 0      | –                               |
| Weltmeisterschaft (Neuverteilung) | Juni 2021         | –            | 4      | Amelia Brodka (POL)             |
| Weltmeisterschaft (Neuverteilung) | Juni 2021         | –            | 4      | Josefina Tapia (CHI)            |
| Weltmeisterschaft (Neuverteilung) | Juni 2021         | –            | 4      | Bombette Martin (GBR)           |
| Weltmeisterschaft (Neuverteilung) | Juni 2021         | –            | 4      | Melissa Williams (RSA)          |
| Weltrangliste                     | 30. Juni 2021     | –            | 16     | Misugu Okamoto (JPN)            |
| Weltrangliste                     | 30. Juni 2021     | –            | 16     | Sakura Yososumi (JPN)           |
| Weltrangliste                     | 30. Juni 2021     | –            | 16     | Sky Brown (GBR)                 |
| Weltrangliste                     | 30. Juni 2021     | –            | 16     | Poppy Starr Olsen (AUS)         |
| Weltrangliste                     | 30. Juni 2021     | –            | 16     | Elizabeth Armanto (FIN)         |
| Weltrangliste                     | 30. Juni 2021     | –            | 16     | Kokona Hiraki (JPN)             |
| Weltrangliste                     | 30. Juni 2021     | –            | 16     | Bryce Wettstein (USA)           |
| Weltrangliste                     | 30. Juni 2021     | –            | 16     | Dora Varella (BRA)              |
| Weltrangliste                     | 30. Juni 2021     | –            | 16     | Isadora Rodrigues Pacheco (BRA) |
| Weltrangliste                     | 30. Juni 2021     | –            | 16     | Brighton Zeuner (USA)           |
| Weltrangliste                     | 30. Juni 2021     | –            | 16     | Jordyn Barratt (USA)            |
| Weltrangliste                     | 30. Juni 2021     | –            | 16     | Yndiara Asp (BRA)               |
| Weltrangliste                     | 30. Juni 2021     | –            | 16     | Julia Benedetti (ESP)           |
| Weltrangliste                     | 30. Juni 2021     | –            | 16     | Lilly Stoephasius (GER)         |
| Weltrangliste                     | 30. Juni 2021     | –            | 16     | Zhang Xin (CHN)                 |
| Weltrangliste                     | 30. Juni 2021     | –            | 16     | Madeleine Larcheron (FRA)       |
| Gesamt                            | Gesamt            | Gesamt       | 20     | 20                              |

### Street
| Qualifikationswettbewerb                  | Datum                  | Ort          | Plätze | Qualifizierte Athletin  |
| ----------------------------------------- | ---------------------- | ------------ | ------ | ----------------------- |
| Gastgeber                                 | 7. September 2013      | Buenos Aires | 0      | –                       |
| Weltmeisterschaft 2021                    | 31. Mai – 6. Juni 2021 | Rom          | 3      | Pamela Rosa (BRA)       |
| Weltmeisterschaft 2021                    | 31. Mai – 6. Juni 2021 | Rom          | 3      | Rayssa Leal (BRA)       |
| Weltmeisterschaft 2021                    | 31. Mai – 6. Juni 2021 | Rom          | 3      | Aori Nishimura (JPN)    |
| Weltrangliste                             | 30. Juni 2021          | –            | 16     | Letícia Bufoni (BRA)    |
| Weltrangliste                             | 30. Juni 2021          | –            | 16     | Momiji Nishiya (JPN)    |
| Weltrangliste                             | 30. Juni 2021          | –            | 16     | Mariah Duran (USA)      |
| Weltrangliste                             | 30. Juni 2021          | –            | 16     | Roos Zwetsloot (NLD)    |
| Weltrangliste                             | 30. Juni 2021          | –            | 16     | Candy Jacobs (NLD)      |
| Weltrangliste                             | 30. Juni 2021          | –            | 16     | Hayley Wilson (AUS)     |
| Weltrangliste                             | 30. Juni 2021          | –            | 16     | Funa Nakayama (JPN)     |
| Weltrangliste                             | 30. Juni 2021          | –            | 16     | Alexis Sablone (USA)    |
| Weltrangliste                             | 30. Juni 2021          | –            | 16     | Keet Oldenbeuving (NLD) |
| Weltrangliste                             | 30. Juni 2021          | –            | 16     | Margielyn Didal (PHI)   |
| Weltrangliste                             | 30. Juni 2021          | –            | 16     | Alana Smith (USA)       |
| Weltrangliste                             | 30. Juni 2021          | –            | 16     | Wenhui Zeng (CHN)       |
| Weltrangliste                             | 30. Juni 2021          | –            | 16     | Lore Bruggeman (BEL)    |
| Weltrangliste                             | 30. Juni 2021          | –            | 16     | Julia Brückler (AUT)    |
| Weltrangliste                             | 30. Juni 2021          | –            | 16     | Charlotte Hym (FRA)     |
| Weltrangliste                             | 30. Juni 2021          | –            | 16     | Asia Lanzi (ITA)        |
| Neuverteilung des Gastgeber-Quotenplatzes | –                      | –            | 1      | Boipel Awuah (RSA)      |
| Gesamt                                    | Gesamt                 | Gesamt       | 20     | 20                      |